# Бэр, Карл Эрнст фон
Карл Эрнст Риттер фон Бэр Эдлер фон Хутхорн (нем. Karl Ernst Ritter von Baer Edler von Huthorn или, как его называли в России, Карл Макси́мович Бэр; 17 [28] февраля 1792 — 16 [28] ноября 1876) — российский естествознатель немецкого происхождения, один из основоположников эмбриологии и сравнительной анатомии.
Академик Императорской академии наук (1828—1830; 1834—1862; член-корреспондент в 1826—1828, почётный член в 1830—1834 и с 1862), президент Русского энтомологического общества, один из основателей Русского географического общества. Иностранный член Лондонского королевского общества (1854), Парижской академии наук (1876; корреспондент с 1858).

## Биография

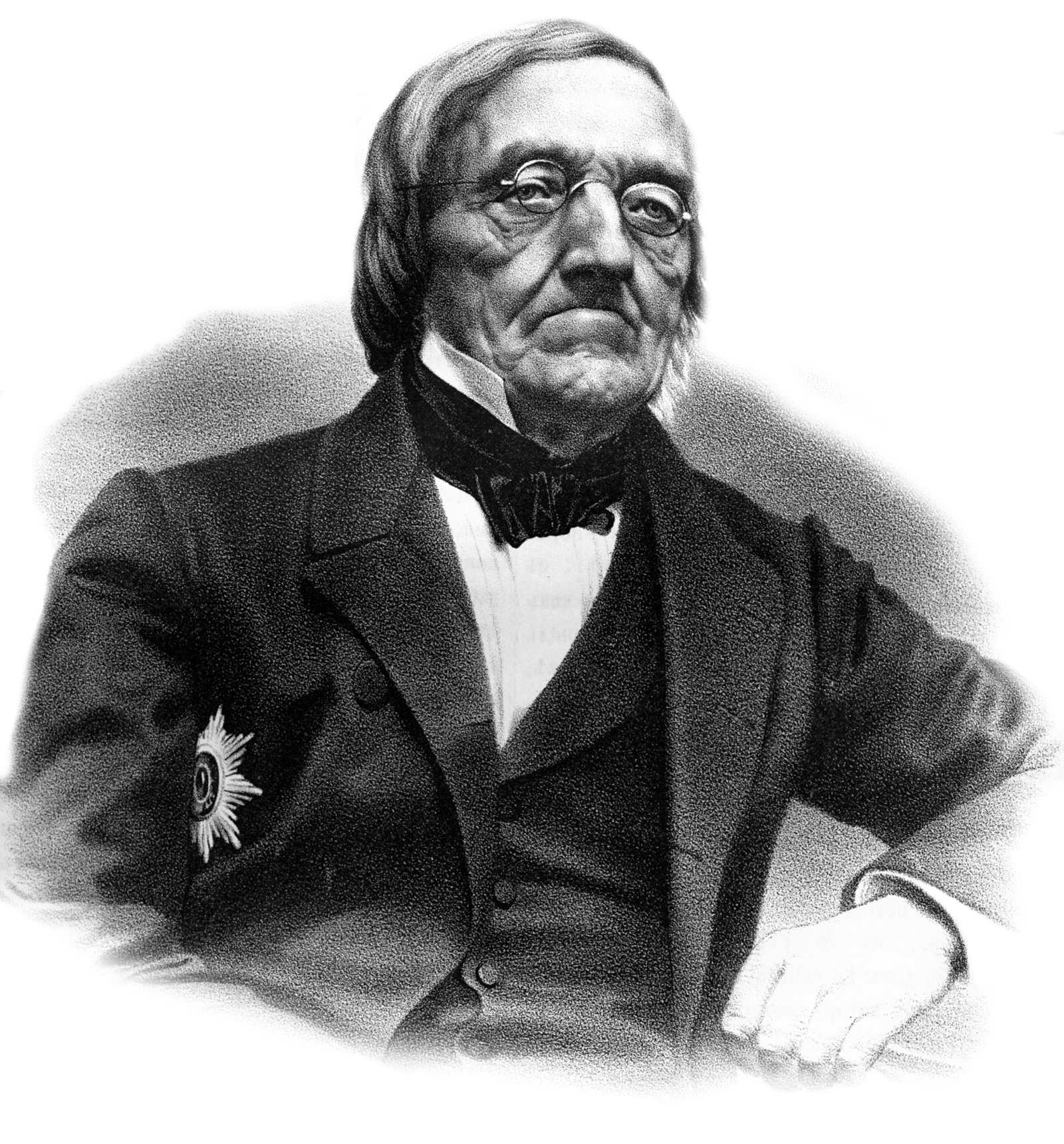
Карл Бэр, 1860-е годы

Родился 17 (28) февраля 1792 года в семье балтийских немцев в имении Пип (нем. Piep; по-эстонски Пийбе (эст. Piibe)) на территории прихода Мариен-Магдаленен (нем. St. Marien-Magdalenen; в эстонском варианте — приход Коэру (эст. Koeru kihelkond)) Вейсенштейнского уезда Эстляндской губернии (ныне — на территории волости Вяйке-Маарья Ляэне-Вирумааского уезда Эстонии).
Отец Бэра, Магнус фон Бэр, принадлежал к эстляндскому дворянству и был женат на своей двоюродной сестре Юлии фон Бэр. С Карлом занимались домашние учителя, обучавшие его математике, географии, латинскому и французскому языкам и прочим предметам. Одиннадцатилетним Карл уже ознакомился с алгеброй, геометрией и тригонометрией.
В августе 1807 года был помещён в дворянскую школу при городском соборе (Домской церкви) в Ревеле. В первой половине 1810 года он окончил курс школы и поступил на медицинский факультет Дерптского университета, где слушал лекции по ботанике и зоологии у Ледебура, анатомии и физиологии — у Бурдаха, практической медицине — у Банка. В 1812—1813 годах он получил возможность заняться практической медициной в большом военном лазарете в Риге. Время обучения совпало с Отечественной войной 1812 года, и начинающий учёный стал врачом-добровольцем.
По окончании курса он представил и защитил диссертацию на тему: «Об эндемических болезнях в Эстляндии» (Dissertatio inaugurales medica de morbis inter esthonos endemicis. Auctor Carolus Ernestus Baer. — Dorpat: litteris Schummanni, 1814. — 88 c.); в августе 1814 года удостоен степени доктора медицины.
Избрав для продолжения своего медицинского образования Вену, Бэр отправился за границу. Затем в Вюрцбурге под руководством Деллингера занимался сравнительной анатомией и, наконец, антропологией. Здесь, в Вюрцбурге, Бэр познакомился с Христианом Неес фон Эзенбеком, и это знакомство имело впоследствии решающее влияние на характер и направление учёной деятельности Бэра (опубликована их переписка).
В сентябре 1816 года из Вюрцбурга Бэр отправился в Берлин, где в течение зимы посещал клинику Озанна, слушал лекции о гальванизме Эрмана и о животном магнетизме у Вольфарта, по кристаллографии и геологии — у Вейса. Вернувшись летом 1817 года на короткое время на родину, Бэр принял предложение профессора Бурдаха поступить к нему прозектором на кафедру физиологии в Кёнигсбергском университете. В качестве прозектора Бэр читал курс сравнительной анатомии беспозвоночных, носивший прикладной характер, так как он состоял преимущественно из показа и объяснения анатомических препаратов и рисунков. В 1819 году Бэра назначили экстраординарным, а вскоре — ординарным профессором зоологии; кроме того, он состоял преподавателем при основанном им зоологическом музее. В Кёнигсберге Бэр провёл 17 лет, дважды оставляя его на короткое время, до окончательного переселения в Санкт-Петербург.
В 1826 году занял вместо Бурдаха должность директора анатомического института и был освобождён от лежавших до этих пор на нём обязанностей прозектора.
В 1828 году появился в печати первый том его «Истории развития животных». Бэр, изучая эмбриологию цыплёнка, наблюдал ту раннюю стадию развития, когда на зародышевой пластинке образуются два параллельных валика, впоследствии смыкающиеся и образующие мозговую трубку. Бэр считал, что в процессе развития каждое новое образование возникает из более простой предсуществующей основы. Таким образом, в зародыше появляются сначала общие основы, и из них обособляются всё более и более специальные части. Этот процесс постепенного движения от общего к специальному известен под именем дифференциации. В своём труде Бэр также описал Закон зародышевого сходства. Открытие яйцеклетки млекопитающих было обнародовано им в форме послания Санкт-Петербургской академии наук, которая избрала его своим членом-корреспондентом.
В 1829 году Бэр, приглашённый в Санкт-Петербургскую Академию наук, приехал в российскую столицу, оставив свою семью в Кёнигсберге (он женился там на баронессе Медем). В следующем году он вернулся в Кёнигсберг. Причиной тому были, с одной стороны, настойчивые просьбы семейства, не пожелавшего расстаться с родным городом, а с другой — старания Прусского Королевского правительства удержать в Германии гениального учёного.
В конце 1834 года Бэр жил уже в Санкт-Петербурге. Летом 1837 года он совершил путешествие на Новую Землю, которую до него не посещал ни один натуралист. Сначала он был там один, а во второй раз с А. Ф. Миддендорфом. В 1839 году Бэр исследовал острова Финского залива, а в 1840 году посетил Кольский полуостров.
В 1840 году совместно с Гельмерсеном Бэр начал издавать особый журнал при академии под названием: «Материалы к познанию Российской империи».
С 1841 по 1852 год Бэр — ординарный профессор сравнительной анатомии и физиологии в Медико-хирургической академии. 30 декабря 1847 года произведён в чин действительного статского советника; награждён орденами Св. Анны 2-й ст., Св. Станислава 2-й ст. с императорской короной и Св. Владимира 4-й степени.
В 1851 году Бэр представил Академии наук большую статью «О человеке», предназначенную для «Русской фауны» Семашко и переведённую на русский язык. В этом же году начался ряд путешествий Бэра по России, предпринятых с практическими целями и вовлёкших Бэра, кроме географических и этнографических исследований, в область прикладной зоологии. Он провёл экспедиции на Чудское озеро и берега Балтийского моря, на Волгу и Каспийское море. Его «Каспийские исследования» в восьми частях весьма богаты научными результатами. В этом сочинении Бэра более всего интересна восьмая часть — «О всеобщем законе образования речных русел» (см. Закон Бэра). Весной 1857 года Бэр вернулся в Санкт-Петербург и занялся, преимущественно, антропологией. Он привёл в порядок и обогатил коллекцию человеческих черепов в анатомическом музее Академии, постепенно превращая его в антропологический музей.
В 1861 году был удостоен Константиновской медали.
В 1862 году вышел в отставку, при этом был избран почётным членом Академии наук, которая 18 августа 1864 года торжественно отпраздновала его юбилей. Кроме российских орденов Св. Владимира 3-й ст. и Св. Станислава 1-й ст., Бэр был награждён прусским орденом «За Гражданские заслуги»; в 1867 году получил медаль Копли.
Бэр выступил инициатором первого международного конгресса антропологов в Гёттингене в 1861 году, который привёл к созданию Немецкого антропологического общества и изданию журнала «Archiv for Anthropologie».
В начале лета 1867 года переселился в Дерпт.
16 ноября (28 ноября) 1876 года Бэр скончался во сне. Похоронен на кладбище Раади (Тарту).

## Научные труды в области эмбриологии (Закон зародышевого сходства)
Карл Эрнст фон Бэр показал, что развитие всех организмов начинается с яйцеклетки. При этом наблюдается следующие закономерности, общие для всех позвоночных: на ранних этапах развития обнаруживается поразительное сходство в строении зародышей животных, относящихся к разным классам (при этом эмбрион высшей формы похож не на взрослую животную форму, а на её эмбрион); у зародышей каждой большой группы животных общие признаки образуются раньше, чем специальные; в процессе эмбрионального развития происходит расхождение признаков от более общих к специальным.

### Законы Бэра
Карл Бэр в своих трудах по эмбриологии сформулировал закономерности, которые позднее были названы «законами Бэра»:
1. Наиболее общие признаки любой крупной группы животных появляются у зародыша раньше, чем менее общие признаки.
2. После формирования самых общих признаков появляются менее общие и так до появления особых признаков, свойственных данной группе.
3. Зародыш любого вида животных по мере развития становится всё менее похожим на зародыш других видов и не проходит через поздние стадии их развития.
4. Зародыш высокоорганизованного вида может обладать сходством с зародышем более примитивного вида, но никогда не бывает похож на взрослую форму этого вида.

## Увековечивание памяти К. Бэра

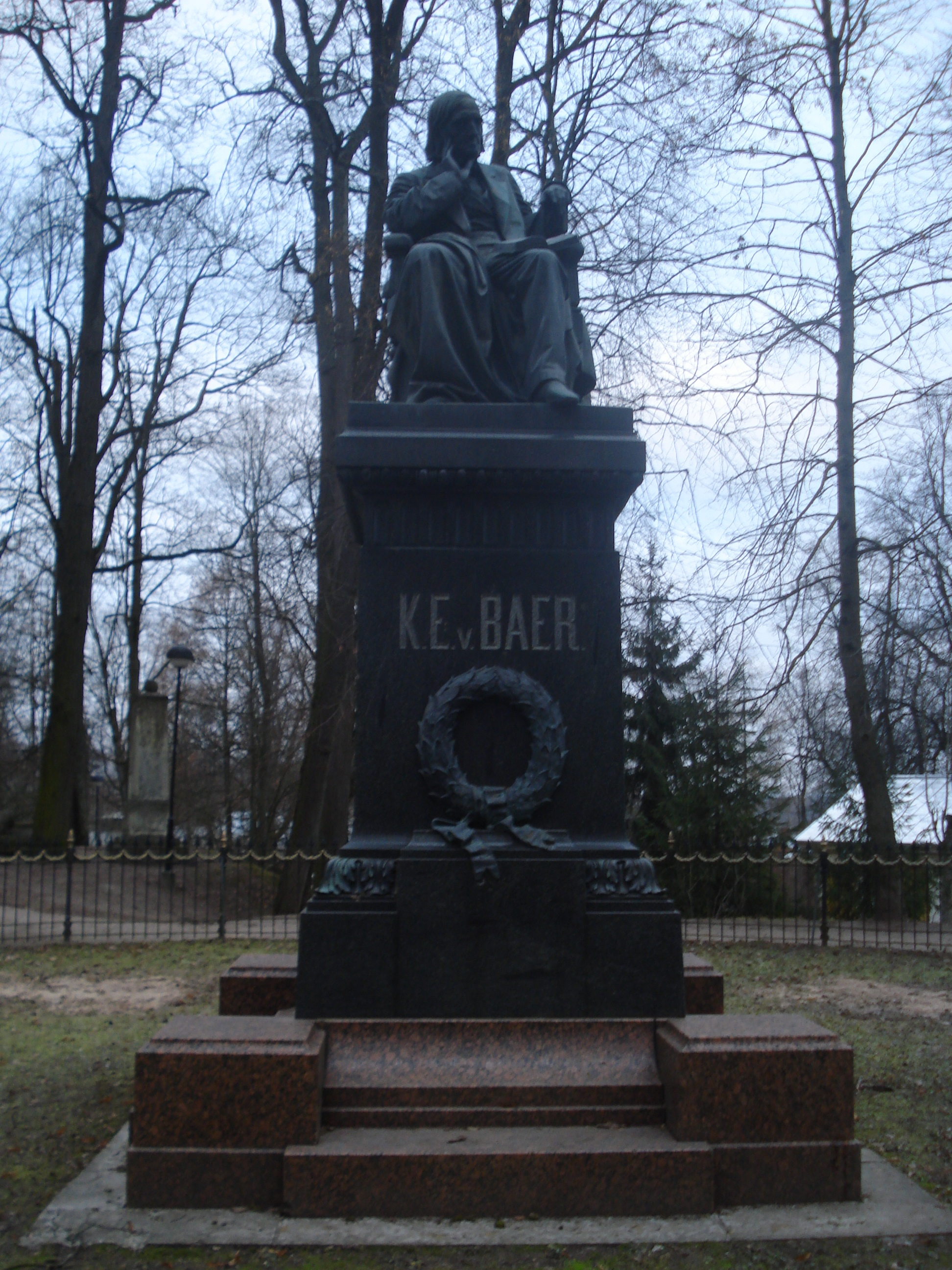
Памятник К. Бэру в Тарту

В ноябре 1886 года в Тарту был установлен памятник Бэру работы скульптора А. М. Опекушина.
Памятники Бэру (варианты памятника Опекушина) были установлены также у входа в Зоологический музей Зоологического института РАН, в Библиотеке Академии наук (БАН) в Санкт-Петербурге и бюст в Астрахани на Аллее Славы Земли Астраханской.
В 1864 году была утверждена премия имени К. Бэра.

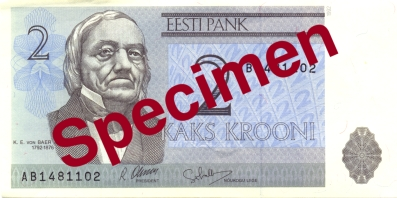
К. Бэр на эстонской банкноте в 2 кроны

Карл фон Бэр был изображён на банкноте достоинством в две эстонские кроны.
Русское географическое общество совместно с Федеральным агентством связи в марте 2017 года выпустило почтовую карточку, посвящённую 225-летию со дня рождения члена-учредителя РГО К. М. Бэра.
В честь Бэра названы:
- остров Бэра (Карское море, Таймырская губа, название присвоено в 1843 году А. Ф. Миддендорфом)[14];
- остров Бэра в заливе Батерст моря Бофорта;
- мыс Бэра (Баренцево море, Новая Земля)[14];
- мыс Бэра (Баренцево море, Земля Франца-Иосифа, на востоке острова Сальм, мыс открыт и нанесён на карту в 1874 году австро-венгерской экспедицией под руководством К. Вейпрехта и Ю. Пайера, тогда же было присвоено название мысу[14][15];
- мыс Бэра на Канадском Арктическом архипелаге;
- гора Бэра (Баренцево море, архипелаг Шпицберген, 77°50′ с.ш., 21°30′ в.д., названа немецким географом А. Петерманом)[14][16];
- горы Бэра (Карское море, Берег Харитона Лаптева, название присвоено участниками Русской полярной экспедиции)[14].
- горный хребет Бэра на Новой Гвинее (Новая Гвинея, залив Астролябия, 5°36′ ю.ш., 145°43′ в.д., название присвоено Н. Н. Миклухо-Маклаем, в настоящее время русское название на карты не наносится)[14][17];
- Бэровские бугры (северо-западное побережье Каспийского моря, названы по фамилии К. Бэра, объяснившего в середине XIX века происхождение этих бугров)[14];
- гряда холмов в Прикаспийской низменности (Бэровские бугры);
- нырок (Aythya baeri) из семейства утиных;
- улицы в Астрахани, в посёлке Кизань Астраханской области и в Тарту.
- бухта во Владивостоке (о. Русский)[18]

## Основные труды

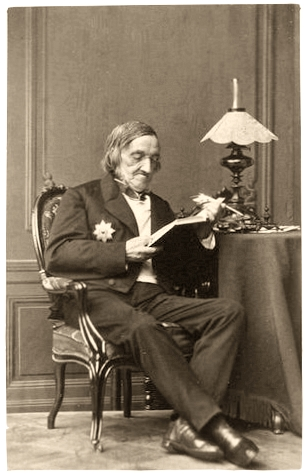
Карл Эрнст фон Бэр (1865)

- Dissertatio inauguralis medica, de morbis inter Esthonos endemicis, quam consentiente amplissimo medicorum ordine in Universitate Literarum Caesarea Dorpatensi, pro gradu doctoris medicinae. Loco consueto die 24. aug. publice defendet auctor Carolus Ernestus Baer, in Esthonia natus. Dorpati, litteris J. C. Schünmanni. MDCCCXIV. — Dorpat, 1814. — 88 lk..
- Beiträge zur Kenntniss der niedern Thiere / von Dr. Karl Ernst v. Baer. — Koenigsberg, 1826. — C. 525—762, 6 л. цв. табл. — Отд. отт.
- «Послание о развитии яйца млекопитающих и человека» («Epistola de ovi mammalium et hominis genesi», «Über die Bildung des Eies der Saugetiere und des Menshen. Mit einer biographish-geschichtlichen Einführung in deutsch». Leipzig, Voss, 1827);
- Über Entwickelungsgeschichte der Thiere: Beobachtung und Reflexion. Erster Theil, mit 3 col. Kupfertaf. Königsberg, 1828. — xxii+271 s.
- Über Entwickelungsgeschichte der Thiere: Beobachtung und Reflexion. (Zweiter Theil.) Königsberg, 1837. — 315 s.
- «История развития животных» («Über die Entwickelungsgeschichte der Thiere», 1828; 1837);
- Экспедиция в Новую землю и Лапландию. Физический очерк посещённых стран. 1837

Статья 1: Берега Белого моря и Лапландии. — 18 с.
Статья 2: Геогностическое строение Новой Земли. — 11 с.
- «Исследование развития рыб» («Untersuchungen Entwickelung der Fische», 1835).
- «Untersuchungen über die ehemalige Verbreitung und die gänzliche Vertilgung der von Steller, beobachteten nordichen Seekuh». St. Petersburg. 1838.
- «Путешествие Бэра в Новую землю». 1838.
- «Предложеніе о разведеніи квинои въ сЂверныхъ областяхъ Россійской имперіи». СПб, 1839.
- «Statistische und ethnographische Nachrichten über die russishen Besitzungen an der Nordwestkuste von Amerika». St. Petersburg, 1839.
- «Материалы к познанию нетающего почвенного льда в Сибири» — монография написана в 1842 году, перевод на русский язык —1940 г., издана в 2000 г. в Якутске: Издательство Института мерзлотоведения СО РАН (отв. ред. Р. М. Каменский).
- «Nachrichten aus Sibirien und der Kirgisen-Steppe». St. Petersburg, 1845.
- Об этнографических исследованиях вообще и в России в особенности // Записки РГО. 1846. Кн. I. — С. 94—115.
- «Человек в естественно-историческом отношении». СПб, 1850.
- «Матеріалы для исторіи рыболовства въ Россіи и въ принадлежащихъ ей моряхъ» СПб, 1854.
- Kaspische Studien. H. 2 / von den Akedemiker von Baer. — St.-Petersburg, 1859. — C. 113—320. — (Bulletin de la Cl. phys.-math. de l’Acad. Imp. des Sciens. de St.-Pétersbourg; V. 13—14).
- «О черепах ретийских романцев». 1859 г.
- «О древнейших обитателях Европы». СПб, 1863
- Reden, gehalten in wissenschaftlichen Versammlungen und kleinere Aufsätze vermischten Inhalts. — Sankt Petersburg, vol. 1, 1864. — VI+296 s.
- «Selbstbiographie von Dr. Karl Ernst von Baer». St. Petersburg, 1866
- Das neuentdeckte Wrangells-Landh. Dorpat: Gläser, 1868. — 35 s.
- Reden, gehalten in wissenschaftlichen Versammlungen und kleinere Aufsätze vermischten Inhalts. — Sankt Petersburg, vol. 2, 1876. — XXV+480 s.
- Reden, gehalten in wissenschaftlichen Versammlungen und kleinere Aufsätze vermischten Inhalts. — Sankt Petersburg, vol. 2, 1883. — XI+385 s.
- Автобиография / К. М. Бэр; ред. Е. Н. Павловского; пер. и коммент. Б. Е. Райкова. — Л.: АН СССР, 1950. — 542 с. — (АН СССР. Научно-популярная серия. Мемуары)

## Семья
Жена — Августа. Они имели шестерых детей: в 1820 году родился Магнус (ум. 1828), в 1822 — Карл, в 1824 — Август, в 1826 — Александр, в 1828 — Мария, в 1829 — Герман. Один сыновей скончался от тифа в возрасте 20 лет. Единственная дочь, Мария Карловна (нем. Marie Juliane von Baer; 26.01.1828, Кёнигсберг — 15.03.1900, С.-Петербург), вышла замуж за Карла Максимовича Лингена.